# Лестничный оператор
Лестничный оператор — оператор, увеличивающий или уменьшающий собственное значение другого оператора — соответственно, повышающий оператор или понижающий оператор. Основное применение — в квантовой механике, где повышающий оператор называется оператором рождения, а понижающий — оператором уничтожения, используются для описания, в частности, квантового гармонического осциллятора и оператора углового момента.
Если два оператора {\displaystyle X} и {\displaystyle N} имеют коммутатор:
{\displaystyle [N,X]=cX}
для некоторого скаляра {\displaystyle c}, то оператор {\displaystyle X} действует на другой оператор таким образом, что сдвигает собственное значение оператора {\displaystyle N} на {\displaystyle c}:
| {\displaystyle N\circ X\|n\rangle } | {\displaystyle {}=(XN+[N,X])\|n\rangle }       |
|                                     | {\displaystyle {}=(XN+cX)\|n\rangle }          |
|                                     | {\displaystyle {}=XN\|n\rangle +cX\|n\rangle } |
|                                     | {\displaystyle {}=Xn\|n\rangle +cX\|n\rangle } |
|                                     | {\displaystyle {}=(n+c)X\|n\rangle }.          |

Другими словами, если {\displaystyle |n\rangle } является собственным вектором оператора {\displaystyle N} с собственным значением {\displaystyle n}, то {\displaystyle X|n\rangle } — собственное состояние {\displaystyle N} с собственным значением {\displaystyle n+c}. Повышающий оператор для {\displaystyle N} — оператор {\displaystyle X}, для которого {\displaystyle c} является вещественным положительным числом, а понижающий оператор — для которого число {\displaystyle c} вещественное отрицательное.
Если {\displaystyle N} — эрмитов оператор, то {\displaystyle c} должно быть вещественным, при этом эрмитово сопряжённый оператор от {\displaystyle X} подчиняется следующему коммутационному соотношению:
{\displaystyle [N,X^{\dagger }]=-cX^{\dagger }}.
Также верно, что если {\displaystyle X} является понижающим оператором для {\displaystyle N}, то {\displaystyle X^{\dagger }} — повышающий оператор {\displaystyle N} (и обратное тоже верно).